# 吾妻パーキングエリア
吾妻パーキングエリア（あづまパーキングエリア）は、福島県福島市上野寺にある東北自動車道のパーキングエリア。

## 施設

### 上り線（宇都宮・東京方面）
- 管理：ネクスコ東日本エリアトラクト[1]
- 運営：ファミリーマート、秀穂[2]
- 駐車場[2]
  - 大型：23台
  - 小型：34台
  - 身障者用
    - 小型：1台
- トイレ[2]
  - 男性：大4（和式1・洋式3）・小8
    - オストメイト対応設備が設置されている[3]。

  - 女性：18（和式4・洋式14）
    - オストメイト対応設備が設置されている[3]。
    - 同伴の男児用：1

  - 身障者用：1
- 喜多方らーめん会津屋（9:00 - 21:00）[2]
- 生活・暮らし
  - コンビニエンスストア「ファミリーマート」（24時間）[2]
  - ファミポート（24時間）
  - ATM「イーネット」（24時間）
  - E-NEXCO Wi-Fi SPOT
- 休憩
  - パウダーコーナー
  - 喫煙所
- 自動体外式除細動器（AED）
- 高速道路サービス
  - ハイウェイ情報ターミナル
  - 一般道からの出入口（ウォークインゲート）[2]
  - ETC履歴プリンタ（24時間）
  - ハイウェイスタンプ（24時間）

### 下り線（仙台・盛岡方面）
- 管理：ネクスコ東日本エリアトラクト[1]
- 運営：ファミリーマート、幸楽苑[4]
- 駐車場[4]
  - 大型：22台
  - 小型：46台
  - 身障者用
    - 小型：1台
- トイレ[4]
  - 男性：大4（和式1・洋式3）・小8
    - オストメイト対応設備が設置されている[3]。

  - 女性：18（和式4・洋式14）
    - オストメイト対応設備が設置されている[3]。
    - 同伴の男児用：1

  - 身障者用：1
- フードコート　中華そば「幸楽苑」（7:00 - 21:00）(LO20:30)[4]
- ガソリンスタンド（apollostation（東日本宇佐美）7:00 - 22:00）[4]
  - 以前はENEOSであった。
- 生活・暮らし
  - コンビニエンスストア「ファミリーマート」（24時間）[4]
  - ファミポート（24時間）
  - ATM「イーネット」（24時間）
  - E-NEXCO Wi-Fi SPOT
- パウダーコーナー
- 自動体外式除細動器（AED）
- 高速道路サービス
  - ハイウェイ情報ターミナル
  - ETC履歴プリンタ（24時間）
  - ハイウェイスタンプ（24時間）
  - 一般道からの出入口（ウォークインゲート）[4]

## その他
高速バス仙台 - 会津若松線、ミリオンライナー、ニュースター号の東京行が当PAで休憩する。

## 隣
E4 東北自動車道
(21)福島西IC - 吾妻PA - (21-1)福島JCT - (22)福島飯坂IC